# Кость
Кость (лат. os) — твёрдый орган позвоночных животных. Состоит из нескольких тканей, важнейшей из которых является костная. Кость выполняет опорно-механическую и защитную функции, является составной частью эндоскелета позвоночных, производит красные и белые кровяные клетки, сохраняет минералы. Костная ткань — одна из разновидностей плотной соединительной ткани.
Кости обладают большим разнообразием форм и размеров, зависящих от функции конкретной кости. Каждая обладает сложной структурой, благодаря чему они достаточно лёгкие, но при этом жёсткие и прочные. Кость может включать в свою структуру: костный мозг, эндост, надкостницу, нервы, кровеносные сосуды, хрящи.
Кости содержат различные клетки костной ткани: остеобласты участвуют в создании и минерализации костей, остеоциты поддерживают структуру, а остеокласты обеспечивают резорбцию костной ткани. Минерализованная матрица костной ткани имеет органическую составляющую в основном из коллагена и неорганическую составляющую костной ткани из модифицированного минерала гидроксиапатита.
В человеческом теле при рождении более 270 костей, но многие из них срастаются в процессе роста, оставляя в общей сложности 206 отдельных костей во взрослом организме (не считая многочисленные мелкие сесамовидные кости). Самая крепкая — тазовая кость, бедренная кость — самая большая кость в теле человека, самая маленькая — стремя в среднем ухе.

## Химический состав кости
Костное вещество состоит примерно на 1/3 из органических (оссеин) и на 2/3 из неорганических (главным образом солей кальция, то есть гидроксиапатита, 95 %) веществ. Количество первых тем больше, чем моложе организм; в связи с этим кости молодых животных отличаются гибкостью и мягкостью, а кости взрослых — твёрдостью. Отношение между обеими составными частями представляет различие в разных группах позвоночных; так, в кости рыб, особенно глубоководных (например рыба-капля, удильщики) содержание минеральных веществ относительно мало, и они отличаются мягким волокнистым строением.
У взрослого человека количество минеральных составных частей (главным образом, гидроксиапатита) составляет около 60—70 % веса кости, а органическое вещество (главным образом коллаген тип I) — 30—40 %. Кости имеют большую прочность и громадное сопротивление сжатию, чрезвычайно долго противостоят разрушению и принадлежат к числу самых распространённых остатков ископаемых животных. При прокаливании кость теряет органическое вещество, но сохраняет свою форму и строение; подвергая кость действию кислоты (например соляной), можно растворить минеральные вещества и получить гибкий органический (коллагеновый) остов кости.
При сжигании кость чернеет с выделением углерода, который остаётся после разложения органических веществ. При дальнейшем выгорании углерода получается белый твёрдый хрупкий остаток.
У пожилых людей в костях уменьшается количество минеральных веществ, из-за этого их кости становятся более хрупкими (остеопороз).
Также, ввиду схожести химических свойств (поскольку и далее указанные элементы, и кальций относятся к щелочноземельным металлам), помимо кальция кости могут аккумулировать стронций-90 и радий-226, из-за чего они практически не выводятся из организма (период полувыведения 20 лет). Это приводит к развитию злокачественных новообразований — радиогенных остеосаркомы и лейкозов.

## Клеточное строение
По микроскопическому строению костное вещество представляет особый вид соединительной ткани (в широком смысле слова), костную ткань, характерные признаки которой: твёрдая кристаллическая гидроксиапатитовая матрица пронизанная волокнами коллагена и включающая в себя звездчатые, снабжённые многочисленными отростками, клетки, остеоциты. Эти клетки частью располагаются концентрическими слоями вокруг длинных разветвляющихся каналов (Гаверсовы каналы), частью лежат между этими системами, частью обхватывают целые группы их или тянутся вдоль поверхности кости. Гаверсов канал в сочетании с окружающими его концентрическими костными пластинками считается структурной единицей компактного вещества кости — остеоном. Также в матрице расположены слои маленьких звездообразных пустот, продолжающихся в многочисленные тонкие канальцы — это так называемые «костные тельца», в которых находятся костные клетки, дающие отростки в канальцы. Канальцы костных телец соединяются между собой и с полостью Гаверсовых каналов, внутренними полостями и надкостницей, и таким образом вся костная ткань оказывается пронизанной непрерывной системой наполненных клетками и их отростками полостей и канальцев, по которым и проникают необходимые для жизни кости питательные вещества. По Гаверсовым каналам проходят тонкие кровеносные сосуды (обычно артерия и вена); стенка Гаверсова канала и наружная поверхность кровеносных сосудов одеты тонким слоем эндотелия, а промежутки между ними служат лимфатическими путями кости. Губчатое костное вещество не имеет Гаверсовых каналов.
Костная ткань рыб представляет некоторые отличия: Гаверсовых каналов здесь нет, а канальцы костных телец сильно развиты.

### Остеобласты
Остеобласты — молодые остеобразующие клетки костей (диаметр 15-20 мкм), которые синтезируют межклеточное вещество — матрикс. По мере накопления межклеточного вещества остеобласты замуровываются в нём и становятся остеоцитами. Родоначальником являются адвентициальные клетки.

### Остеоциты
Остеоциты — клетки костной ткани позвоночных животных и человека, значительно или полностью утратившие способность синтезировать органический компонент матрикса.
Они имеют отростчатую форму, округлое плотное ядро и слабобазофильную цитоплазму. Органелл мало, клеточного центра нет — клетки утратили способность к делению. Они располагаются в костных полостях, или лакунах, повторяющих контуры остеоцита, и имеют длину 22-25 мкм, а ширину 6-14 мкм. Во все стороны от лакун отходят слегка ветвящиеся канальцы костных полостей, анастомозирующие (сообщающиеся) между собой и с периваскулярными пространствами сосудов, идущих внутри кости. В пространстве между отростками остеоцитов и стенками канальцев содержится тканевая жидкость, движению которой способствуют «пульсирующие» колебания остеоцитов и их отростков. Остеоциты — единственная живая и активно функционирующая клетка в зрелой костной ткани, их роль заключается в стабилизации органического и минерального состава кости, обмене веществ (в том числе в транспортировке ионов Са из кости в кровь и обратно). Костная ткань, не содержащая живых остеоцитов, быстро разрушается.

### Остеокласты
Клетки гематогенного происхождения, образующиеся из моноцитов. Может содержать от 2 до 50 ядер. Организация остеокласта адаптирована к разрушению кости. В сочетании с остеобластами, остеокласты контролируют количество костной ткани (остеобласты создают новую костную ткань, а остеокласты разрушают старую)

## Строение кости
В скелете человека различают по форме длинные, короткие, плоские и смешанные кости, также есть кости пневматические и сесамовидные. Расположение костей в скелете связано с выполняемой ими функцией: «Кости построены так, что при наименьшей затрате материала обладают наибольшей крепостью, легкостью, по возможности уменьшая влияние толчков и сотрясений» (П. Ф. Лесгафт).
Длинные кости, ossa longa, имеют вытянутую, трубчатую среднюю часть, называемую диафизом, diaphysis, состоящую из компактного вещества. Внутри диафиза имеется костномозговая полость, cavitas medullaris, с жёлтым костным мозгом. На каждом конце длинной кости находится эпифиз, epiphysis, заполненный губчатым веществом с красным костным мозгом. Между диафизом и эпифизом располагается метафиз, metaphysis. В период роста кости здесь находится хрящ, который позже окостеневает. Длинные трубчатые кости составляют в основном скелет конечностей. Костные выступы на эпифизах, которые являются местом прикрепления мышц и связок, называются апофизами (apophysis).
Плоские кости, ossa plana, состоят из тонкого слоя губчатого вещества, покрытого снаружи компактным веществом. Они различны по происхождению: лопатка и тазовая кость развиваются из хряща, а плоские кости крыши черепа — из соединительной ткани.
Короткие кости, ossa brevia, состоят из губчатого вещества, покрытого снаружи тонким слоем компактного вещества. Одной большой костно-мозговой полости эти кости не имеют. Красный костный мозг располагается в мелких губчатых ячейках, разделённых костными балками. Короткие кости запястья и предплюсны способствуют большей подвижности кистей и стоп.
Смешанные кости, ossa irregularia, находятся в различных отделах скелета (позвоночник, череп). В них сочетаются элементы коротких и плоских костей (основная часть и чешуя затылочной кости, тело позвонка и его отростки, каменистая часть и чешуя височной кости). Такие особенности обусловлены различием происхождения и функции частей этих костей.
Пневматические кости, или воздухоносные, — кости, которые имеют внутри полость, выстланную слизистой оболочкой и заполненную воздухом, что облегчает вес кости, не уменьшая её прочности.
Сесамовидные кости — это кости, вставленные в сухожилия мышц и поэтому увеличивающие плечо силы мышц, способствующие усилению их действия.
Поверхность кости может иметь различные углубления (бороздки, ямки и т. д.) и возвышения (углы, края, ребра, гребни, бугорки и т. п.). Неровности служат для соединения костей между собой или для прикрепления мускулов и бывают тем сильнее развиты, чем более развита мускулатура. На поверхности находятся так называемые «питательные отверстия» (Foramina nutricia), через которые входят внутрь кости нервы и кровеносные сосуды.
В костях различают компактное и губчатое костное вещество. Первое отличается однородностью, твёрдостью и составляет наружный слой кости; оно особенно развито в средней части трубчатых костей и утончается к концам; в широких костях оно составляет 2 пластинки, разделённые слоем губчатого вещества; в коротких оно в виде тонкой плёнки одевает кость снаружи. Губчатое вещество состоит из пластинок, пересекающихся в различных направлениях, образуя систему полостей и отверстий, которые в середине длинных костей сливаются в большую полость.
Наружная поверхность кости одета так называемой надкостницей (Periosteum), оболочкой из соединительной ткани, содержащей кровеносные сосуды и особые клеточные элементы, служащие для питания, роста и восстановления кости.

## Костный мозг
Внутренние полости кости содержат мягкую, нежную, богатую клетками и снабжённую кровеносными сосудами массу, называемую костным мозгом (у птиц часть полостей наполнена воздухом). Различают три его вида: слизистый (желатинозный), красный (или часто — миелоидный), и жёлтый или жировой (наиболее распространённый). Основную форму составляет красный костный мозг, в нём наблюдается нежная соединительно-тканная основа, богатая сосудами, очень похожие на лейкоциты костномозговые или лимфатические клетки, клетки, окрашенные гемоглобином и считаемые за переход к красным кровяным тельцам, бесцветные клетки, содержащие внутри красные шарики, и многоядерные крупные («гигантские») клетки, так называемые миэлопласты.
Красный (деятельный) костный мозг — это миелоидная ткань, которая, как и лимфоидная, состоит из двух основных компонентов: стромального — строма, служащая микроокружением для гемопоэтических (кроветворных) клеток, и гемального — форменные элементы крови на разных стадиях развития.
Строма образована ретикулярной тканью, остеогенными, тучными, жировыми, адвентициальными, эндотелиальными клетками и межклеточным веществом.
Желтый (недеятельный) костный мозг — это жировая ткань с отдельными островками (стромами) ретикулярной ткани. Он находится в костномозговых каналах трубчатых костей и в частях ячеек губчатого вещества костей.
Слизистый костный мозг — студенистая, слизистая, бедная клетками консистенция. Он образуется в развивающихся костях черепа и лица.
При отложении в стромальный компонент основы жира и уменьшении числа миелоидных элементов красный мозг переходит в жёлтый, а при исчезновении жира и миелоидных элементов он приближается к слизистому.
Костный мозг не имеет ничего общего с головным и спинным мозгом. Он не относится к нервной системе и не имеет нейронов.
Костный мозг является важнейшим кроветворным органом.

## Развитие и рост костей
Развитие кости происходит двумя способами:
- из соединительной ткани;
- на месте хряща.

Из соединительной ткани развиваются кости свода и боковых отделов черепа, нижняя челюсть и, по мнению некоторых, ключицы и лопатки (а у низших позвоночных и некоторые другие) — это так называемые покровные, или облегающие, кости. Они развиваются прямо из соединительной ткани; волокна её несколько сгущаются, между ними появляются костные клетки, и в промежутках между последними отлагаются известковые соли; образуются сначала островки костной ткани, которые затем сливаются между собой. Большинство костей скелета развивается из хрящевой основы, имеющей такую же форму, что и будущая кость. Хрящевая ткань подвергается процессу разрушения, всасывания, и вместо неё образуется, при деятельном участии особого слоя образовательных клеток (остеобластов), костная ткань; процесс этот может идти как с поверхности хряща, от одевающей его оболочки, перихондрия, превращающегося затем в надкостницу, так и внутри его. Обыкновенно развитие костной ткани начинается в нескольких точках, в трубчатых костях отдельными точками окостенения обладают эпифизы и диафиз.
Рост кости в длину происходит главным образом в частях ещё не окостеневших (в трубчатых костях между эпифизами и диафизом), но отчасти и путём отложения новых частиц ткани между существующими («интуссусцепция»), что доказывают повторные измерения расстояний между вбитыми в кость остриями, питательными отверстиями и т. п.; утолщение костей происходит путём отложения на поверхности кости новых слоев («аппозиция»), благодаря деятельности остеобластов надкостницы. Эта последняя обладает в высокой степени способностью воспроизводить разрушенные и удалённые части кости. Деятельностью её обусловливается и срастание переломов. Параллельно с ростом кости идёт разрушение, всасывание (резорбция) некоторых участков костной ткани, причём деятельную роль играют так называемые остеокласты («клетки, разрушающие кость»).

## Соединения костей
Синдесмология — учение о соединениях костей.
- Синартрозы — непрерывные соединения костей, более ранние по развитию, неподвижные или малоподвижные по функции.
  - Синдесмоз — кости соединены посредством соединительной ткани.
    - межкостные перепонки (между костями предплечья или голени)
    - связки (во всех суставах)
    - роднички
    - швы
      - зубчатые (большинство костей свода черепа)
      - чешуйчатые (между краями височной и теменной костей)
      - гладкие (между костями лицевого черепа)

  - Синхондроз — кости соединены посредством хрящевой ткани.
по свойству хрящевой ткани:
    - гиалиновый (между рёбрами и грудиной)
    - волокнистые (между позвонками)

по длительности своего существования различают синхондрозы:
    - временные
    - постоянные

  - Синостоз — кости соединены посредством костной ткани.
- Диартрозы — прерывные соединения, более поздние по развитию и более подвижные по функции.
классификации суставов:
  - по числу суставных поверхностей
  - по форме и по функции
- Гемиартроз — переходная форма от непрерывных к прерывным или обратно.